# Henk Cornelisse
Hendrik Jan Willem Cornelisse, detto Henk (Amsterdam, 16 ottobre 1940), è un ex pistard olandese.

## Palmarès

### Olimpiadi
- 1 medaglia:
  - 1 bronzo (Tokyo 1964 nell'inseguimento a squadre)